# 'Abath al-Aqdar
'Abath al-Aqdar (tiếng Ả Rập: عبث الأقدار, n.đ. 'The Absurdity of Fate') là cuốn tiểu thuyết đầu tiên của nhà văn Ai Cập Naguib Mahfouz. Cuốn sách được xuất bản lần đầu bằng tiếng Ả Rập vào năm 1939. Đây là cuốn tiểu thuyết đầu tiên của Mahfouz và là cuốn đầu tiên trong bộ ba cuốn sách viết về pharaon của ông, hai cuốn sách còn lại là Rhadopis và Thebes at War

## Lịch sử
Sau khi bắt đầu sự nghiệp văn học của mình vào giữa những năm 1930, bằng việc viết những truyện ngắn được xuất bản trên tờ Arrissalah, Mahfouz đã có bước đột phá khi bắt đầu viết tiểu thuyết vào năm 1939 với sự ra đời của 'Abath al-Aqdar. 'Abath al-Aqdar là một trong số những cuốn tiểu thuyết mà Mahfouz đã viết khi bắt đầu sự nghiệp của mình, lấy bối cảnh Ai Cập cổ đại, sử dụng những gì mà sau này trở thành chủ nghĩa hiện thực lịch sử đặc trưng của ông. Cuốn sách, cùng với Rhadopis of Nubia (1943) và Thebes at War (1944) đã tạo nên một bộ ba cuốn sách viết về pharaon của Mahfouz.

## Bản dịch
Một bản dịch sang tiếng Anh của Raymond Stock đã được xuất bản với tựa đề Khufu's Wisdom vào năm 2003. Bộ ba cuốn sách viết về pharaon hoàn chỉnh đã được xuất bản bằng tiếng Anh thành một cuốn sách với tựa đề Three Novels of Ancient Egypt (Everyman's Library, 2007).